# Le Moulin
Le Moulin, op. 191, est une œuvre de la compositrice Mel Bonis, datant de 1886.

## Composition
Mel Bonis compose Le Moulin pour chœur de femmes et piano sur un texte d'Édouard Guinand. L'œuvre est publiée en 1886 aux éditions Hamelle. Elle est rééditée par les Edition Fortin Armiane en 2014 dans le 3ème recueil des Mélodies de Mel Bonis .

## Sources
- Étienne Jardin, Mel Bonis (1858-1937) : parcours d'une compositrice de la Belle Époque, 2020 (ISBN 978-2-330-13313-9 et 2-330-13313-8, OCLC 1153996478, lire en ligne)